# Unionismo na Inglaterra

Um mapa da Inglaterra (vermelho escuro) dentro do Reino Unido (vermelho claro)

Na Inglaterra, o unionismo é uma ideologia política que favorece a continuação de alguma forma de união política entre a Inglaterra e os outros países do Reino Unido ( Escócia, País de Gales e Irlanda do Norte). Está fortemente associado ao conceito de identidade britânica e é um componente do movimento unionista britânico mais amplo, além da condição contemporânea do Reino Unido. A oposição à independência da Inglaterra como um estado separado e a convicção de que Escócia, País de Gales e Irlanda do Norte devem permanecer membros da União são as duas principais características do unionismo na Inglaterra.

## A União
A união política entre os Reinos da Inglaterra (incluindo também o País de Gales como possessão inglesa) e da Escócia foi criada pelos Atos de União, aprovados nos parlamentos de ambos os reinos em 1707 e 1706, respectivamente, que uniram os governos dos que antes eram estados independentes (embora compartilhassem o mesmo monarca em uma união pessoal desde 1603) sob o Parlamento da Grã-Bretanha. A União foi criada pelos Atos de União em 1º de maio de 1707.
Com o Ato de União de 1800, o Reino da Irlanda uniu-se à Grã-Bretanha, formando o que então formava o Reino Unido da Grã-Bretanha e Irlanda. A história das uniões se reflete em várias etapas da Bandeira da União, que forma a bandeira do Reino Unido. A maior parte da Irlanda deixou o Reino Unido em 1922; no entanto, a partição da Irlanda, que ocorreu originalmente sob o Ato do Governo da Irlanda de 1920, foi mantida pelo Governo Britânico e pelo Parlamento descentralizado da Irlanda do Norte, controlado pelos unionistas, e optou-se por permanecer no estado atual, que agora é oficialmente denominado Reino Unido da Grã-Bretanha e Irlanda do Norte. O 300º aniversário da união da Escócia e da Inglaterra foi comemorado em 2007.

## Apoio à União na Inglaterra

A Bandeira da União, além de ser a bandeira do Reino Unido, também serve como um símbolo significativo do Unionismo Britânico

Na Inglaterra, o apoio à União tem sido tradicionalmente alto, enquanto o apoio a um estado inglês separado tem sido relativamente baixo. No entanto, a ascensão do nacionalismo inglês viu uma diminuição no apoio ao Reino Unido, embora o nacionalismo inglês não defenda necessariamente a independência inglesa do Reino Unido. Em Novembro de 2006, uma sondagem do ICM, encomendada pelo Sunday Telegraph, mostrou que o apoio à independência total da Inglaterra atingiu 48% dos inquiridos. No entanto, duas sondagens realizadas em 2007 e 2013 mostraram que o apoio inglês à União era estável e elevado, com 78% de oposição à independência inglesa em 2013. Questões políticas modernas, como a questão de West Lothian e o uso do dinheiro dos impostos ingleses para subsidiar outros países da União, agiram como restrições ao tradicionalmente elevado sentimento unionista na Inglaterra.
O status confortável da União na Inglaterra é refletido por um menor nível de controvérsia em torno do uso de símbolos nacionais britânicos (como a bandeira da União) na Inglaterra do que visto na Escócia e na Irlanda do Norte. Eventos realizados na Inglaterra, como a Última Noite dos Proms e as celebrações do Jubileu de Ouro e Diamante, demonstram uma clara confiança na noção de identidade britânica na Inglaterra. O unionismo viu um ressurgimento no vocalismo durante o verão de 2014 como resultado da perspectiva da independência da Escócia. Muitas celebridades e líderes comunitários ingleses notáveis apoiaram abertamente a continuação da União,  e grandes manifestações pró-União foram realizadas em Londres, Bristol, Manchester e Leeds. Um comício unionista realizado na Trafalgar Square em 15 de setembro de 2014 foi o maior evento especificamente pró-União realizado na Inglaterra até o momento. Estiveram presentes celebridades e políticos como Eddie Izzard, Dan Snow, Bob Geldof e Nick Clegg.

## Sindicalismo e partidos políticos
O suporte político à União é grande e compreendido, com todos os principais partidos políticos da Inglaterra defendendo o unionismo. O apoio à União está presente em partidos políticos tanto à direita quanto à esquerda da política inglesa.

### Partidos políticos unionistas na Inglaterra
- Partido Conservador
- Partido Trabalhista
- Democratas Liberais
- Partido da Independência do Reino Unido
- Reforma do Reino Unido

### Partidos políticos ingleses que se opuseram à União, mas agora apoiam a Devolução para a Inglaterra ou estão extintos
- Democratas Ingleses
- Primeira Parte da Inglaterra